# Josep Corominas i Sabater
Josep Corominas i Sabater (Banyoles, 7 de gener de 1850 - Barcelona, 8 de març de 1908) fou un metge banyolí, membre d'una nissaga de metges.
Fill del metge Antoni Corominas Biern i Caterina Sabater Boy. Va fer els seus estudis primaris a Banyoles i el batxillerat a l'Institut de Girona. Posteriorment, va anar a Barcelona per estudiar la carrera de Medicina, de la qual es va llicenciar el 1872. El 1871, juntament amb altres alumnes de la universitat com Lluís Suñé Molist, Josep Cabot, Jaume Pi i Sunyer, Pere Esquerdo Esquerdo, Salvador Cardenal i Joan Danés funden el Cos d'Alumnes Interns de l'Hospital de la Santa Creu. El 1873 es va doctorar a Madrid amb la tesi De la inflamación.
Un cop acabada la carrera, en plena carlinada, viu a Banyoles on el 25 d'agost de 1873 va ser nomenat director de l'Hospital de Sang, creat pel pare Fidel Fità. El 28 de novembre va ser capturat pels carlins amb l'objectiu d'obtenir un rescat per ell. Es va crear una comissió de banyolins, entre els quals hi havia el seu pare, per anar a trobar el capitost Francesc Savalls i pagar per la seva alliberament. Un cop en llibertat, es casà amb Constància Pedemonte Claro, una barcelonina d'origen italià i s'estableixen a Barcelona. El matrimoni tingué dos fills: Frederic, nascut el 1878, i Artur, nascut el 1879, Corominas Pedemonte.
Va ser membre de l'Acadèmia de Medicina i Cirurgia de Barcelona i Director de la Biblioteca consultiva del Médico práctico, on hi publica traduccions d'obres mèdiques franceses fetes per ell mateix. Al 1892, juntament amb el doctor A. Planellas va fundar la revista Archivos de Terapéutica Médica y Quirúgica i el 1897 va dirigir el Boletín de Medicina Clínica de la Societat Medicofarmacèutica dels Sants Cosme i Damià, posteriorment, entre els anys 1898 i 1900 va dirigir El Criterio Católico de la Ciéncias Médicas.

## Obra
La seva gran aportació a la medicina van ser les traduccions dels tractats de medicina francesos del segle xix : 
- Tratado de Anatomia Topogràfica aplicada a la Cirugía (1879), de Paul Jules Tillaux (2 vol.).
- Manual de medicina operatoria (1879) de Joseph-François Malgaigne (2 vol.).
- Elementos de Ortopedia (1883), del Dr. Alphonse Du Breuil.
- Tratado de cirugía clínica (1886) de Paul Jules Tillaux (2 vol.).
- La Terapéutica antiséptica (~1890), de W. Trouessart.
- Tratado de patología externa (1892), d'Alfred Poulet (traduït conjuntament amb José Blanc Benet i Joaquín Collet).
- Tratamiento de la tisis pulmonar (1894) (amb pròleg del Dr. Bartolomé Robert), de Georges Daremberg.
- Terapéutica y profilaxia de las enfermedades de los niños (1894), de Julio Comby (traduït conjuntament amb José Blanc Benet).
- Manual de diagnóstico médico (~ 1900), de Georges Maurice Debove i Charles Achard.
- Compendio de anatomía descriptiva (~1900), de Léo Testut.

Va escriure les següents obres :
- Anuario de Terapéutica y Materia Médica (1887)
- Tratado de Terapéutica aplicada (1902).